# 미시간주의 기

미시간주의 기

미시간의 기는 미시간주의 깃발이다. 파란 바탕에 미시간주의 문장에 새겨져 있는 형태의 기이다.